# Maral: En Güzel Hikayem
Maral: En Güzel Hikayem è un serial televisivo drammatico turco composto da 17 puntate suddivise in due stagioni, trasmesso su TV8 dal 5 marzo al 4 novembre 2015.

## Trama
Maral Erdem è una ragazza di umili origini rimasta orfana in tenera età. Il suo sogno è diventare la direttrice esecutiva della lussuosa boutique Luna, quindi inizia a lavorare nella caffetteria, dove incontra lo chef Sarp Altan, con il quale intraprende una relazione, ma anche lui ha le sue ragioni per lavorare lì.

## Puntate
| Stagione         | Puntate | Prima TV Turchia | Prima TV Italia |
| ---------------- | ------- | ---------------- | --------------- |
| Prima stagione   | 12      | 2015             | inedita         |
| Seconda stagione | 5       | 2015             | inedita         |

## Personaggi e interpreti
- Maral Erdem, interpretata da Hazal Kaya.
- Sarp Altan, interpretato da Aras Bulut İynemli.
- Halis Feyman, interpretato da Reha Özcan.
- Deniz Feyman, interpretata da Ceyda Düvenci.
- Muhsin, interpretato da Rıza Akın.
- Alara Görkem, interpretata da Bige Önal.
- Aslı, interpretata da Gümeç Alpay Aslan.
- Tahsin, interpretato da Cankat Aydos.
- Benan, interpretato da Ahmet Olgun Sünear.
- Oytun Feyman, interpretato da Fırat Altunmeşe.
- Ayten, interpretata da İnci Şen.
- Nilüfer Altan, interpretata da Elvan Boran.
- Arya Feyman, interpretata da Türkü Turan.
- Mine, interpretata da Defne Şener Günay.
- Hamiyet, interpretato da Merve Bulut.
- Aziz, interpretata da Eşref Seyitoğlu.
- Makas Canan, interpretato da İpek Bilgin.
- Hakan, interpretato da Murat Aygen.
- Yiğit, interpretato da Can Nergis.
- İnci Peker, interpretata da Defne Halman.
- Yaman, interpretato da Serhat Yiğit.
- David, interpretato da Bedir Bedir.
- Tufan, interpretato da Tuğrul Cerrahoğlu.
- Hasan, interpretato da Erdoğan Tutkun.
- Esra Öztürk, interpretata da Romina Özipekçi.
- Nurella, interpretata da Nur Yerlitaş.
- Maral Erdem da piccola, interpretata da Leya Kırşan.
- Arya Feyman da piccola, interpretato da Elif Nisa Öztürk.

## Produzione
La serie è diretta Deniz Koloş nella prima stagione e Bahadır İnce nella seconda stagione, scritta Gökhan Horzum, Korean Derinsu, Caner Yalçın, Hazar Kozice e Serpe Yener e prodotta da Medyapım.

## Distribuzione
In Turchia la serie, composta da 17 puntate suddivise in due stagioni, è andata in onda su TV8 dal 5 marzo al 4 novembre 2015: la prima stagione è stata trasmessa dal 5 marzo al 21 maggio 2015, mentre la seconda ed ultima stagione dal 1º ottobre al 4 novembre 2015.